# 費爾普萊 (密蘇里州)
費爾普萊（英語：Fair Play）是位於美國密蘇里州波爾克縣的城市。

## 人口
根據2020年美國人口普查的數據，費爾普萊的面積為1.07平方千米，當中陸地面積為1.06平方千米，而水域面積為0.01平方千米。當地共有人口422人，而人口密度為每平方千米394人。